# Melkor
Melkor, también llamado Morgoth, Bauglir o Belegurth, es un personaje ficticio del universo fantástico creado por el escritor J. R. R. Tolkien, el primer «Señor Oscuro» y principal antagonista de las historias de su legendarium. Melkor es uno de los personajes principales de El Silmarillion. Es el más poderoso de los Ainur (los espíritus nacidos de la mente de Ilúvatar), pero por sus malignas obras termina perdiendo sus poderes y categoría. Es el hermano de Manwë en la mente de Ilúvatar. Tras la derrota de Melkor, Sauron, su lugarteniente, asciende rápidamente en la Segunda Edad del Sol proclamándose así «Señor Oscuro» y dejando en entredicho a Melkor.

## Nombre y apelativos

El simple color negro, empleado por Morgoth como emblema o marca personal.

«Melkor» o «Mêlêko», que significa «El que se alza en poder» en quenya, es el nombre original conocido del personaje, aunque debió tener uno primigenio en valarin, que nunca fue escrito por Tolkien. La traducción al sindarin de este nombre es «Belegûr».
Sin embargo, el nombre por el que se le conoció principalmente en la Tierra Media fue Morgoth (s. «Enemigo Oscuro»), apelativo dado por Fëanor tras el robo de los Silmarils y el asesinato de Finwë, su padre. Además, también se le conoció como Bauglir (s. «Opresor»), Belegurth (s. «Inmensa Muerte», alteración deliberada de «Belegûr», la forma sindarin del nombre real de Melkor),«Belegûl» "gran espectro" en sindarin, el Rey oscuro, el Señor oscuro, el Señor de la oscuridad, el Enemigo oscuro, el Negro enemigo del Mundo, el Enemigo de los valar, el Gran enemigo, o simplemente el Enemigo; Dador de la libertad y Señor de todos (apelativos otorgados por los númenóreanos corrompidos por su poder); Inmensa muerte (traducción del apelativo en sindarin), Negro corazón (apelativo dado por Ungoliant tras el robo de los silmarils), el Maestro de las Mentiras o simplemente el Maestro. A sí mismo se llamaba el Rey del Mundo y el Señor de la Tierra Media.

## Historia

### Ainulindalë
Cuando Ilúvatar habló a los Ainur de música y pidió que tocasen para él, cada cual interpretó su parte en concordancia con los demás, pero Melkor alzó su voz disonante por encima de todos, y muchos se unieron a su música. En la Ainulindalë, la Música de los Ainur, se cuenta cómo por tres veces Melkor se alzó por encima del resto y cada una de las veces, Ilúvatar propuso un nuevo tema.
Cuando Ilúvatar les mostró a los Ainur una visión de lo que habían creado con su música, y tras dar ser a esa visión, les encargó el cuidado de Eä ("el Mundo que Es", la Creación), para que lo que habían visto se hiciese realidad en el pequeño reino de Arda, en medio de las estrellas. Y Melkor fingió estar avergonzado y suplicó que se le permitiese ayudar en la gran obra para expiar sus culpas, pero en secreto tenía envidia y solo deseaba ser llamado Señor de Arda cuando todo estuviese concluido.

### Creación de Arda
Así, cuando los Ainur llegaron a Arda, Melkor se enfrentó a los otros Valar (los Ainur de mayor jerarquía), que no le aceptaron como señor, porque ese era el puesto que estaba reservado para Manwë, hermano menor de Melkor. Hubo guerra entre los Valar y Melkor, y durante eones, antes de la llegada de los elfos, los Primeros Nacidos, las guerras entre los Valar y Melkor dieron forma a Arda.
Tras descender el Vala Tulkas a Arda, Melkor fue vencido por este, y abandonó Arda, por lo que los Valar tuvieron paz por un tiempo. Entonces hicieron las Lámparas para iluminar todo y se asentaron en la isla de Almaren, en medio del mundo. Pero Melkor regresó en secreto y construyó la oscura fortaleza de Utumno en el norte de la Tierra Media. Luego, destruyó las Lámparas y los Valar huyeron a Aman y fundaron Valinor.

### Encadenamiento de Melkor y muerte de los Dos Árboles
Y sucedió que despertaron finalmente los elfos al este de la Tierra Media, y se dice que el primero en conocerlos fue Melkor y que cuando encontraron a los valar, al principio tenían miedo porque hablaban de una sombra negra que por la noche les amenazaba y que muchos habían desaparecido. Melkor atrajo a su causa a muchos elfos (basándose en los elfos oscuros de la mitología vikinga), que comandarían sus ejércitos.
Preocupados por los elfos, los valar atacaron a Melkor y lo aprisionaron. Tulkas luchó con él y lo venció. Destruyeron Utumno y Melkor fue encadenado con Angainor, la cadena forjada por Aulë.
El encadenamiento de Melkor duró tres edades y durante este tiempo los elfos llegaron a Aman y vivieron en Valinor con los valar. Al acabar este periodo, Melkor fingió estar arrepentido y suplicó clemencia, y Manwë le perdonó y le permitió ir libremente por Aman.
Entonces Melkor intentó ganarse los corazones de los eldar, pero los vanyar no le prestaron oídos, y los teleri eran despreciados por él. Solo entre los noldor, siempre dispuestos a aprender, tuvo oídos Melkor. Y él les enseñó muchas cosas y les habló de guerra y de las armas y Fëanor, orgulloso y envenenado por la ponzoña de Melkor, se enfrentó a su hermano Fingolfin. Fëanor fue desterrado y su padre Finwë se fue con él a Formenos, y cuando los valar se enteraron de dónde había procedido la mentira, fueron detrás de Melkor, pero este ya había huido, porque ya había sembrado la discordia en el Reino Bienaventurado.
Y sucedió que estando de fiesta Valinor, llegó Melkor en secreto y trajo con él un espíritu maligno, Ungoliant, en quien puso parte de su poder, y ésta envenenó los Dos Árboles, se marchitaron, y los secó hasta que se incendiaron. Con el néctar que salió de los Árboles sació Ungoliant su hambre, y reinó la oscuridad. Entonces se dirigieron a Formenos, donde solamente estaba Finwë, padre de Fëanor, y lo mataron, y Melkor robó los Silmarils de Fëanor y otras muchas joyas que se perdieron para siempre.

### Exilio a la Tierra Media y guerras de los Noldor
Al enterarse de esto, Fëanor, ahora rey de los Noldor, juró venganza contra Melkor y lo llamó Morgoth, que significa Enemigo Oscuro, y se exilió de Valinor y siguió a Morgoth a la Tierra Media. Muchos Noldor fueron tras él y la ruina llegó a la Tierra Media. Los elfos Sindarin que allí moraban vieron cómo regresaba la Sombra. Los Noldor hicieron la guerra con Morgoth y Fëanor murió. Murieron también Fingolfin, Fingon, Finrod, y muchos de los hijos de Fëanor y al final, también el rey Thingol de los Sindar murió.
Durante esta Edad del mundo, aparecieron el Sol y la Luna y llegaron los hombres, «los segundos nacidos», «los seguidores», y de los elfos y los hombres nació Eärendil, que fue a Valinor a pedir perdón en nombre de las dos razas. Entonces los valar volvieron a la Tierra Media y atacaron Angband, la fortaleza de Morgoth, y obligaron a Morgoth a salir y fue de nuevo encadenado con Angainor. Le rebanaron sus pies y lo desterraron de Arda al Vacío Intemporal, más allá de las Puertas de la Noche, sin redención posible hasta el fin del mundo.
Sin embargo, si bien es cierto que Morgoth fue desterrado del mundo, el mal (del cual él es el origen) con que llenó el mundo sigue operando en todas las épocas y en todo lo creado, y dando negros frutos hasta el fin de los días.

### Dagor Dagorath
Una profecía habla de cómo Morgoth (señor Oscuro) logrará liberarse finalmente de la cadena Angainor y romper las Puertas de la Noche; para atacar Arda y a los valar, y, como objetivo principal, destruir el Sol y la Luna. Sauron, sin necesidad del Anillo Único, se levantará con todo su poder como lugarteniente de Morgoth, acompañado posiblemente de sus sirvientes los Nazgûl.
En esta última batalla, Eärendil se reunirá en las explanadas de Valinor con Manwë, Tulkas, Eönwë, Túrin y Beren, y todos los pueblos libres de la Tierra Media, elfos, enanos y hombres; e incluso Ar-Phârazon luchará contra Melkor. La profecía predice que Tulkas se enfrentará en singular batalla ante Melkor pero no será sino por las manos de Túrin Turambar, blandiendo su espada Gurthang, como Melkor encontrará su fin, ya que la espada reclamaría venganza por la familia de su amo. Gurthang atravesará el corazón negro de Melkor.
| Predecesor: Creación de Arda | Señor Oscuro 1 C. A. - 587 P. E. | Sucesor: Sauron |